# Dacryphanes
Dacryphanes is een monotypisch geslacht van vlinders uit de onderfamilie Eriocottinae van de familie Eriocottidae.

## Soorten
- Dacryphanes cyanastra